# Municipio de Reading (Ohio)
El municipio de Reading (en inglés, Reading Township) es un municipio del condado de Perry, Ohio, Estados Unidos. Tiene una población estimada, a mediados de 2023, de 4405 habitantes.

## Geografía
Está ubicado en las coordenadas 39°47′01″N 82°19′13″O / 39.78361, -82.32028 (39.783499, -82.320385). Según la Oficina del Censo, tiene una superficie total de 131.4 km², de los cuales 130.1 km² corresponden a tierra firme y 1.3 km² están cubiertos de agua.

## Demografía
Según el censo de 2020, en ese momento había 4358 personas residiendo en la zona. La densidad de población era de 33.5 hab./km². El 95.75% de los habitantes eran blancos, el 0.23% eran afroamericanos, el 0.07% eran amerindios, el 0.18% eran asiáticos, el 0.25% eran de otras razas y el 3.51% eran de una mezcla de razas. Del total de la población, el 0.83% eran hispanos o latinos de cualquier raza.